# 肿瘤浸润淋巴细胞

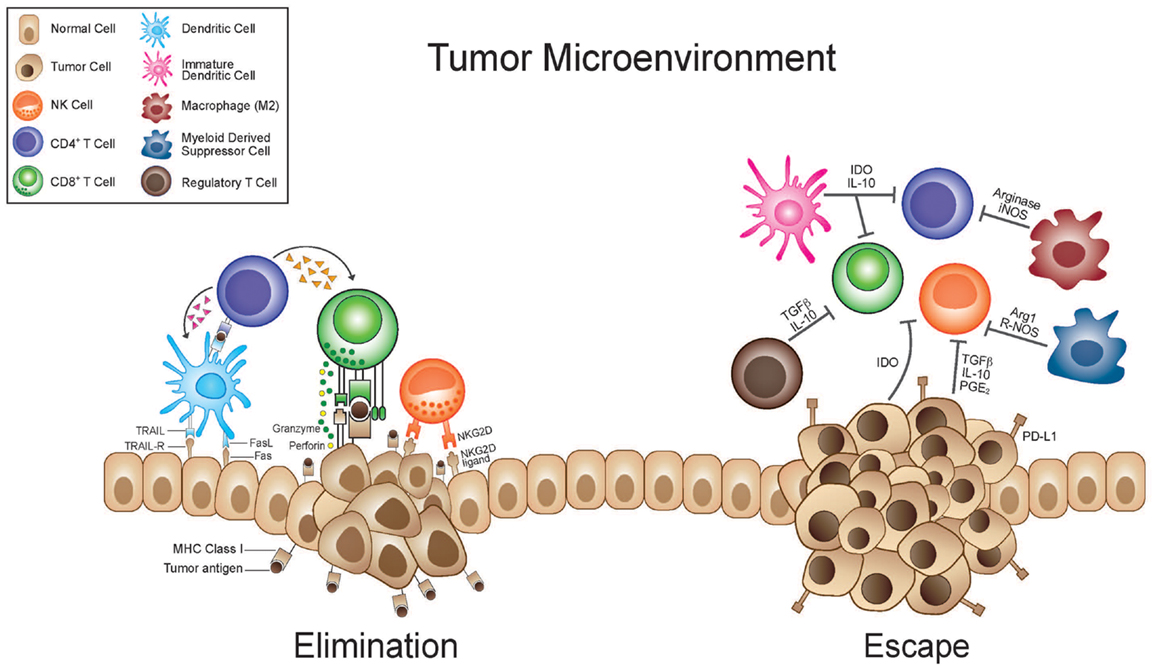
在免疫消除阶段，免疫效应细胞（例如CTL和NK细胞）可在免疫识别细胞（例如树突状细胞和CD4+T细胞）的辅助下杀伤肿瘤细胞

肿瘤浸润淋巴细胞（英語：Tumor-infiltrating lymphocytes，缩写TILs）是指已离开血液向肿瘤组织迁移的淋巴细胞，是肿瘤浸润免疫细胞（英語：tumor-infiltrating immune cells）这个更大的概念的一部分，后者还包括单核细胞和分叶核的免疫细胞。肿瘤中浸润的免疫细胞与临床结果密切相关，可作为治疗癌症的药物靶标。